# Magneux (Alta Marna)
Magneux è un comune francese di 156 abitanti situato nel dipartimento dell'Alta Marna nella regione del Grand Est.

## Società

### Evoluzione demografica
Abitanti censiti